# Montagny-sur-Grosne
Montagny-sur-Grosne är en kommun i departementet Saône-et-Loire i regionen Bourgogne-Franche-Comté i östra Frankrike. Kommunen ligger i kantonen Matour som tillhör arrondissementet Mâcon. År 2018 hade Montagny-sur-Grosne 113 invånare.

## Befolkningsutveckling
Antalet invånare i kommunen Montagny-sur-Grosne
| Referens: INSEE |